# Parapurcellia convexa
Parapurcellia convexa - gatunek kosarza z podrzędu Cyphophthalmi i rodziny Pettalidae.

## Występowanie
Gatunek endemiczny dla Republiki Południowej Afryki. Znany jest z lasu Weza Sate w prowincji KwaZulu-Natal.